# Hervormde kerk (Vaals)
De Hervormde kerk is een protestants kerkgebouw in de Nederlandse plaats Vaals. Het gebouw uit 1671 geldt als de oudste protestantse kerk in Limburg. De toeschrijving aan Pieter Post is vermoedelijk onjuist.

## Ligging
De Hervormde kerk van Vaals bevindt zich op een kerkberg en wordt omgeven door een grasveld met bomen. Naast de kerk (bij de apsis) ligt de pastorie.
De kerk ligt op een hoogte van ca. 217 m NAP en is daarmee het hoogstgelegen kerkgebouw van (Europees) Nederland. De enkele tientallen meters verderop gelegen rooms-katholieke Sint-Pauluskerk ligt op ca. 212 m NAP en is daarmee de op een na hoogst gelegen kerk, hoewel de 68 m hoge toren van deze kerk (inclusief het kruis) hoger reikt dan de toren van de Hervormde kerk (die eigenlijk niet bij de kerk hoort).

## Geschiedenis
Reeds in de middeleeuwen stond er op de kerkberg een kerk. De oudste vermelding van deze kerk dateert uit 1266 toen er een overeenkomst werd gesloten tussen de Maastrichtse dominicanen en die van Aken over het recht van prediking te Vaals. Van die kerk resteert alleen de middeleeuwse toren. Aan de oostzijde van die toren, waar nu een parkeerterrein ligt, bevond zich de oorspronkelijke, aan Sint-Paulus gewijde parochiekerk van Vaals.
Na de godsdienstoorlogen van de 16e en 17e eeuw gold in de meeste gebieden in Europa het algemene principe cuius regio eius religio ("wiens gebied, diens godsdienst"), dat wil zeggen: was de vorst of heerser van een gebied katholiek, dan was het katholicisme de enig toegestane religie; was hij of zij protestant, dan was dat het protestantisme. Vaals behoorde vanaf circa 1632 tot de plaatsen, waar een ontsnappingsmogelijkheid werd geboden op die algemene regel. Vanwege de ligging in het protestantse Staats Overmaas, dicht bij het katholieke Aken, bood de plaats aan Akense protestanten de mogelijkheid om hun godsdienst in relatieve vrijheid uit te oefenen op circa een uur gaans van de domstad. Hoewel de Staten-Generaal van de Nederlanden eigenlijk alleen de calvinistische versie van het protestantisme toestonden, mochten ook lutheranen, doopsgezinden en andere protestantse gezindten er hun kerken bouwen, mits die niet als zodanig herkenbaar waren. Zo kwam het dat omstreeks 1750 in de dorpskern van Vaals slechts tien tot twaalf huizen te vinden waren, en vijf kerken van verschillende signatuur: rooms-katholiek, (Nederlands) hervormd, Waals gereformeerd, (Duits) luthers en doopsgezind. De meeste kerkgangers kwamen uit Aken en Burtscheid.
Vanaf 1649 werd het middeleeuwse kerkgebouw gebruikt als simultaankerk voor katholieken en protestanten. Aangezien dit geregeld problemen opleverde, lieten de Staten-Generaal in 1669-71 ten behoeve van de nederduits-gereformeerde gemeente van Vaals een nieuw kerkgebouw oprichten. Het nieuwe gebouw verrees aan de noordzijde van de toren van de oude parochiekerk. Mogelijk maakte de bekende architect Pieter Post (1608-1669) een eerste schetsontwerp voor het bouwwerk, maar dit ontwerp werd vermoedelijk niet uitgevoerd. Het toen ontstane gebouwencomplex met een katholiek en een protestants kerkgebouw, verbonden door een kerktoren, was tamelijk uniek. In 1663 werd een meningsverschil over de grens tussen het Staatse Vaals en het Rijk van Aken in der minne geschikt: de grens liep dwars door de pastorie, maar de Staten-Generaal stonden toe dat de katholieke pastoor daar mocht blijven wonen. De Akense autoriteiten stonden toe dat de hervormde dominee, ds. Wenningius, in Aken mocht blijven wonen.
De middeleeuwse kerk was dus vanaf 1671 weer uitsluitend katholiek. In 1754 werd de oude kerk vervangen door een barokke kerk, die in 1833 ingrijpend werd verbouwd en uitgebreid. Eind 19e eeuw werd 150 meter noordelijker voor de katholieken de nieuwe Sint-Pauluskerk gebouwd. De oude Sint-Pauluskerk bleef na een verbouwing in gebruik als patronaatsgebouw. Na de sloop hiervan in 1967 resteert ter plekke alleen het hervormde kerkgebouw met de oude kerktoren. Kerk en toren werden in 1963-67 naar plannen van Frans Dingemans gerestaureerd.

## Huidig gebruik
De Hervormde kerk en de toren van de oude parochiekerk, die eigendom is van de gemeente Vaals, zijn beide rijksmonumenten. De Hervormde kerk is in gebruik als kerkgebouw van de Protestantse Gemeente Maas-heuvelland. Dit is een kerkgemeente van de Protestantse Kerk in Nederland (PKN).

## Beschrijving

### Exterieur
De Hervormde kerk van Vaals bestaat uit een eenvoudige, 17e-eeuwse zaalkerk in de stijl van het Hollands classicisme, die is vastgebouwd aan een middeleeuwse kerktoren. De toeschrijving aan Pieter Post is vermoedelijk incorrect. De vierkante toren dateert uit omstreeks 1300 en is gebouwd van ruwe zandsteenblokken met reparaties in baksteen. Aan de oostzijde bevindt zich een zware steunbeer, waarschijnlijk een restant van de middeleeuwse kerk. De achtzijdige, ingesnoerde torenspits is van latere datum. In de toren hangt een luidklok met een diameter van 95 cm van een anonieme klokkengieter uit 1406.
De bakstenen kerk heeft een veelzijdige koorsluiting en pijlervormige steunberen, die bekroond worden met hardstenen voluten. Het dak is met leien gedekt.
De pastorie aan de noordoostzijde van de kerk is in 1716-17 gebouwd naar een ontwerp van de Akense bouwmeester Laurenz Mefferdatis. De verspringende blokken in de bovenlatei van de hardstenen vensteromlijstingen zijn typerend voor het werk van Mefferdatis. Het gebouw werd in 1996 gerestaureerd.

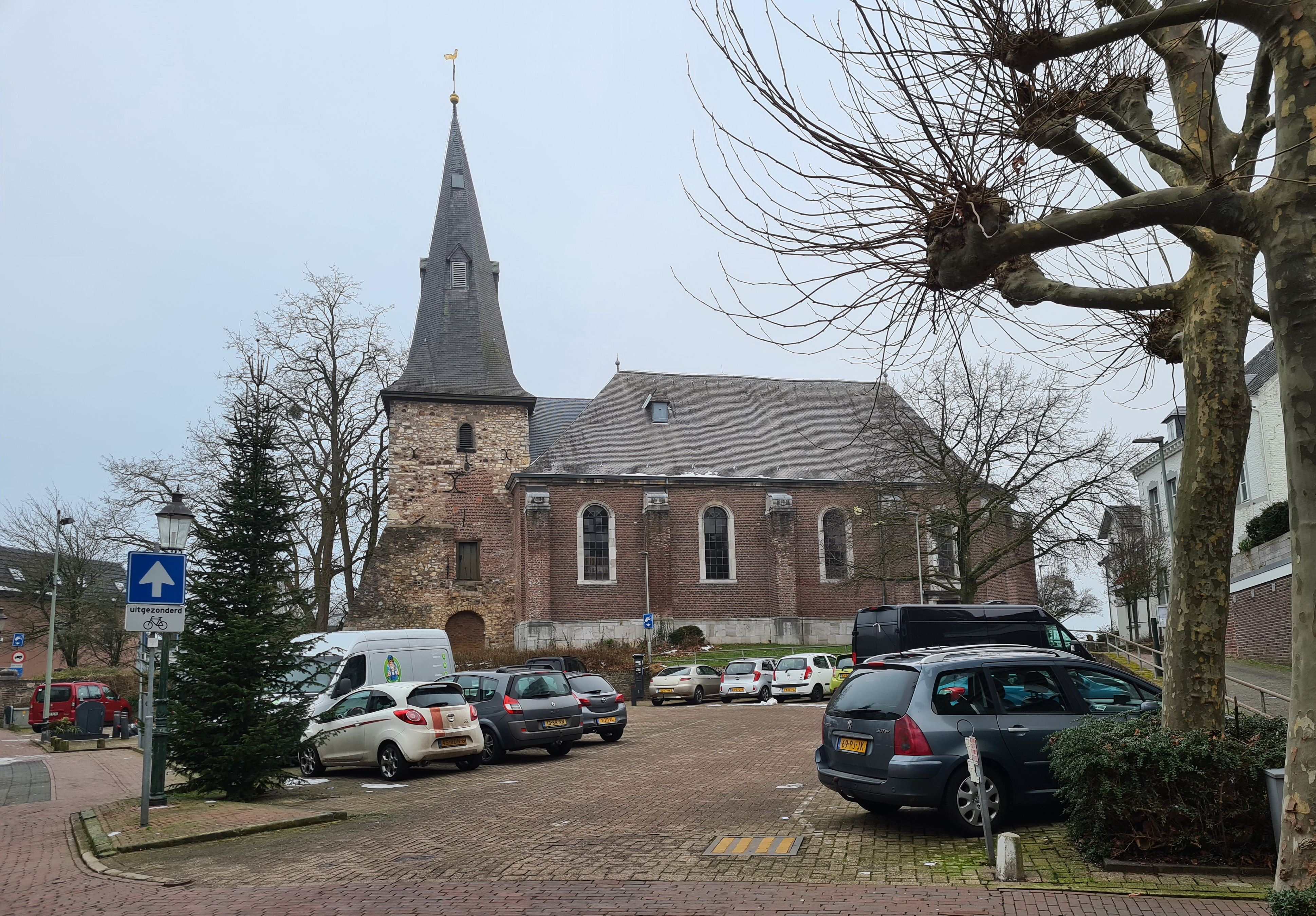
Overzicht vanaf kerkplein
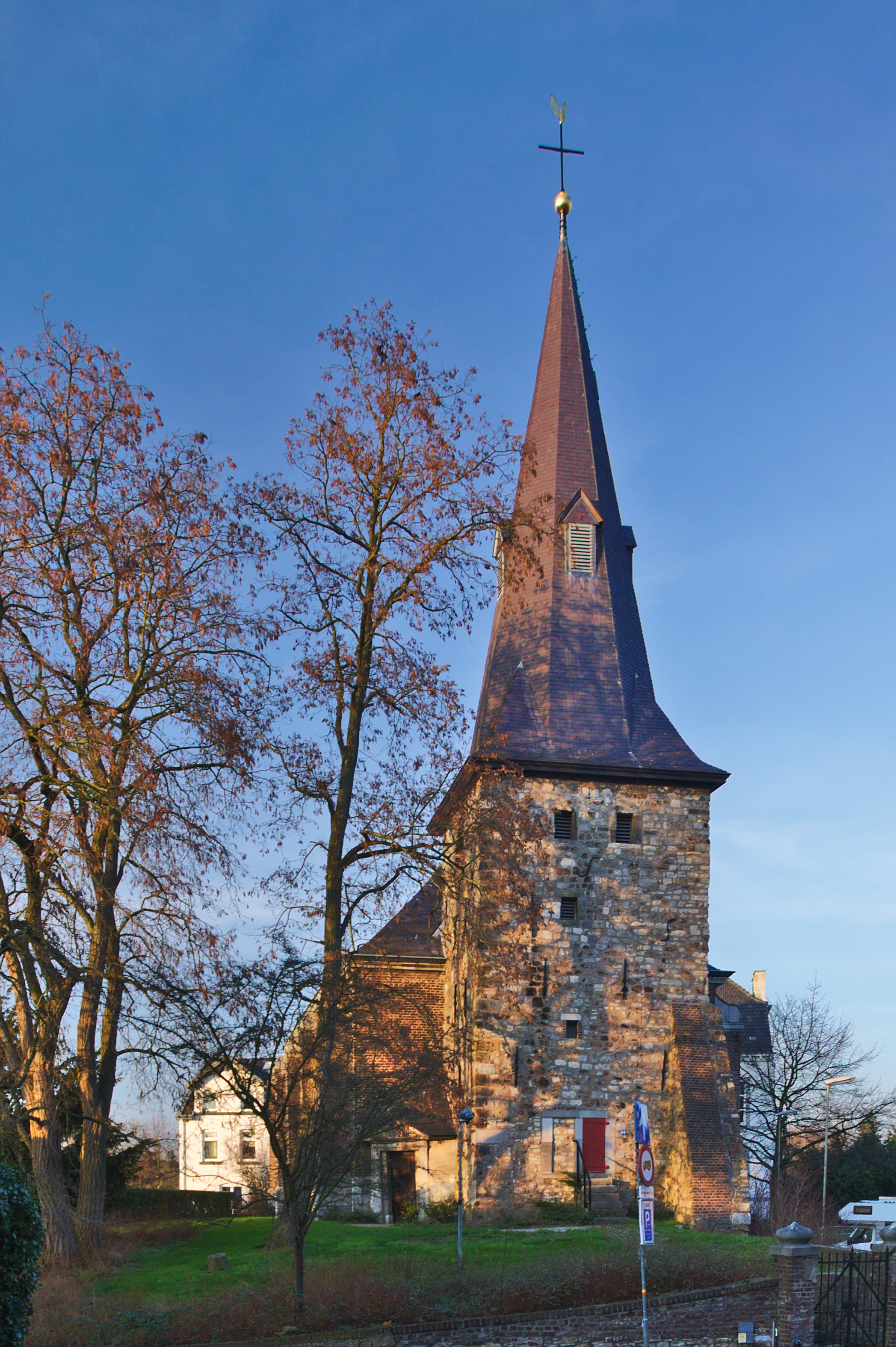
Kerktoren uit het zuiden
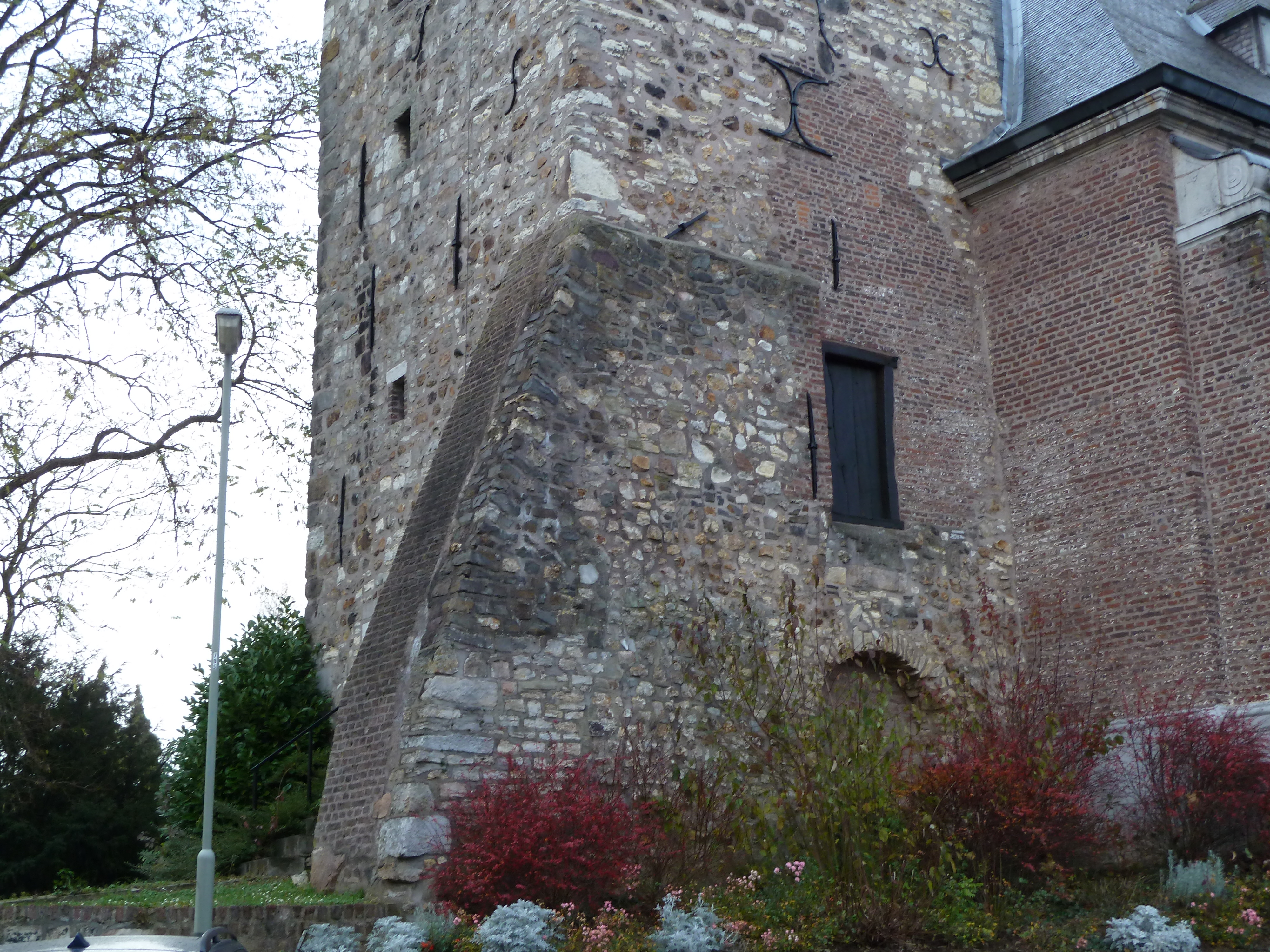
Steunbeer toren
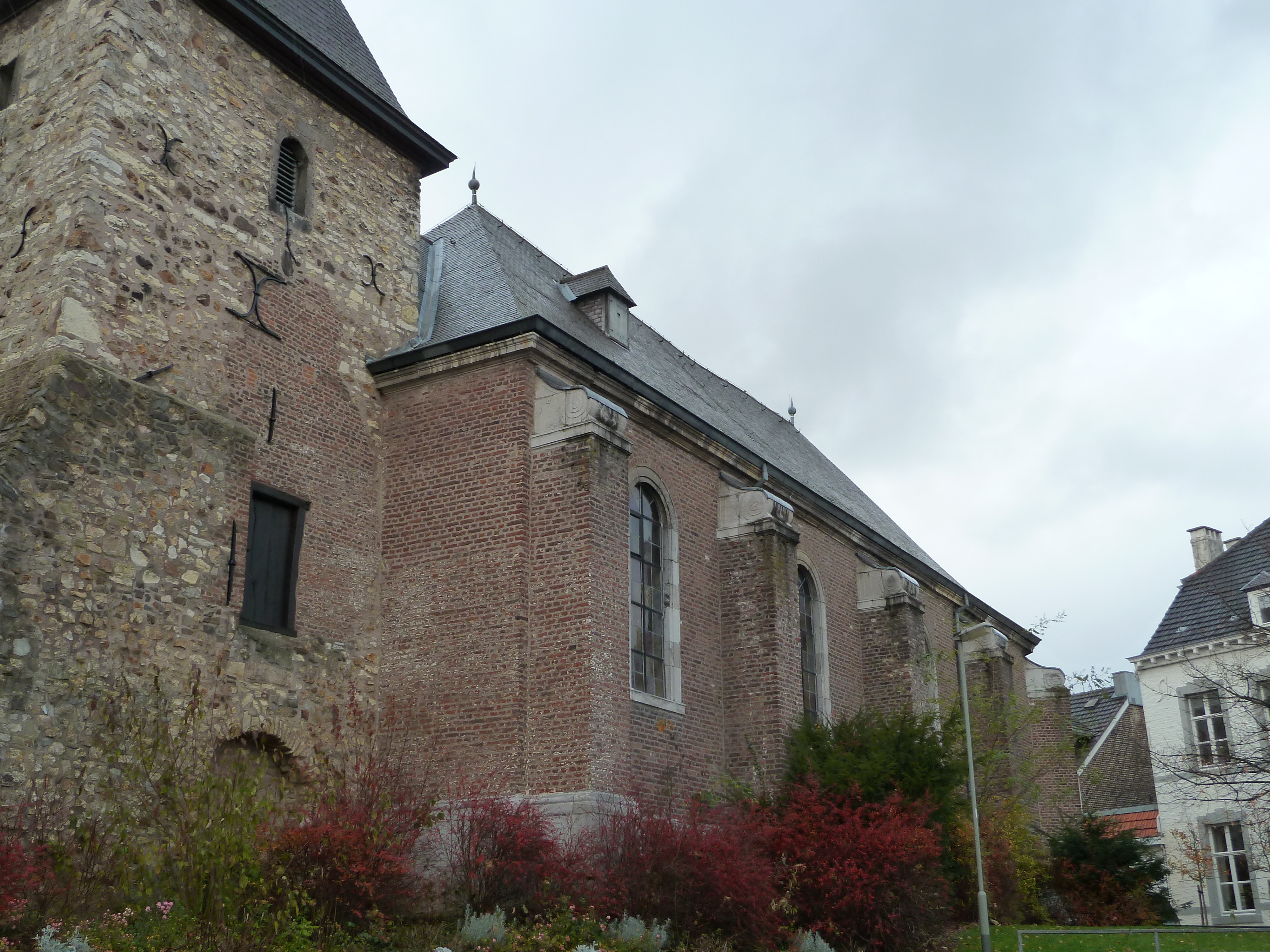
Kerk uit het zuidoosten
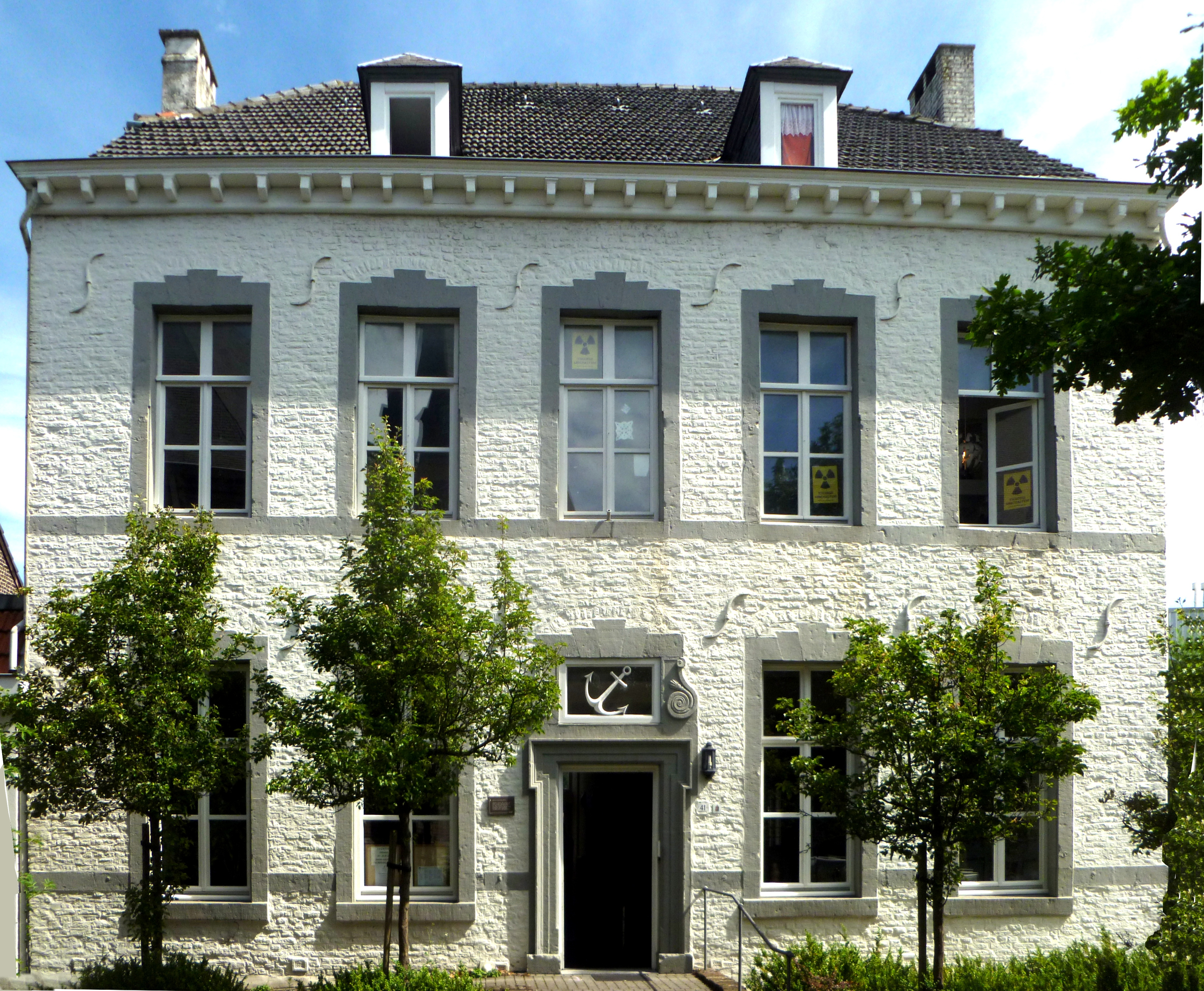
Pastorie

### Interieur
Het eenbeukige kerkinterieur heeft een houten tongewelf, gemonteerd op een houten console die helemaal rondom loopt. De bakstenen muren zijn bij een restauratie in 1956-57 van hun stuclaag ontdaan. De maker van de glas-in-loodramen, vier in elk van de zijmuren en drie in de apsis, is onbekend.
In de kerk bevinden zich diverse 17e en 18e-eeuwse grafzerken. Enkele wijzen op vooraanstaande personen die hier begraven zijn, waaronder het echtpaar Bartholomäus (†1685) en Johanna Thylen (†1702), Adam Thelen (†1741), en Johann Wilhelm (†1737) en Clara Troistorff (†1739). Ook de Deense handelsreiziger en gouverneur van de Deense Oost-Indische Compagnie op Tranquebar, Isaac Hanson, die op 8 oktober 1744 in Aken overleed, waar hij verbleef voor een kuur, vond zijn laatste rustplaats direct voor het altaar.
Het eenklaviers orgel is in 1773 gebouwd door J.E. Teschemacher, en daarna enkele malen gewijzigd, maar niet ingrijpend. Bijzonder zijn ook de barokke preekstoel en een herenbank uit de late 17e eeuw. De zeskantige houten preekstoel staat achter de altaartafel tegen de achterwand van het koor. De kansel is voorzien van een kuip met boogvormige panelen, een zeshoekig klankbord en een trap met getordeerde spijlen. De herenbank bevindt zich aan de westzijde van de apsis. Deze is voorzien van getordeerde hoekzuilen en een baldakijn. Op de achterwand van de bank is op het middenpaneel een wapenschild met de letters "FB" aangebracht. De vrijwel kale muren zijn alleen versierd met een rouwbord van Gerard Meerman met het opschrift: "Gerard Baron de Meerman ‘Seig: de Dalem et Vuuren’, ‘Conseiller du Haut Tribunal de la Venerie de Hollande, et Westfrise’ enz., gestorven in Aken op 15 december 1771, begraven in Vaals op 21 december en op 28 december van dat jaar overgebracht naar Leiden om te worden bijgezet in het familiegraf in de Sint-Pieterskerk".
De kerk bezit enkele fraaie voorbeelden van 17e en 18e-eeuws avondmaalzilver. Daaronder bevindt zich een vergulde avondmaalskelk uit het atelier van de Akener edelsmid Peter von Rath, gegraveerd met een adelaar en het symbool van de Drie-eenheid, alsmede de spreuk "spes anchora" en het jaartal 1750. In de kerkschat bevindt zich tevens een avondmaalsbroodhouder op vier voetjes in de vorm van een dienblad met een vergulde bovenkant uit het atelier van Antonius Emondt en op dezelfde wijze gegraveerd als de kelk, met het jaartal 1762. Uit hetzelfde jaar dateert een vergulde doopschaal met inscriptie "Tauff-Becken/zum Dinst/der sich in der reformierten Kirche/zu Vaals/versammelnden Gemeinen 1762".

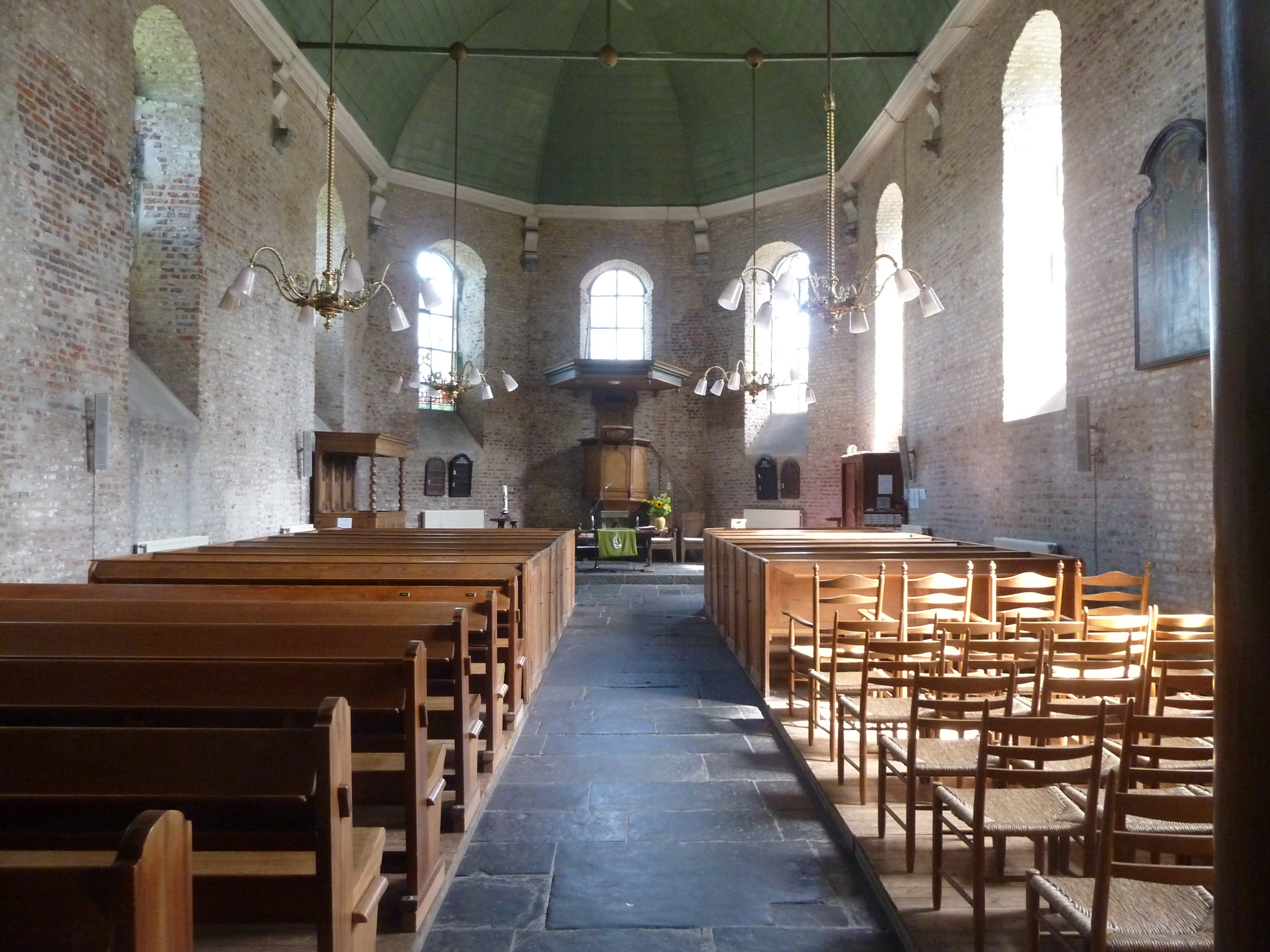
Zicht naar het koor
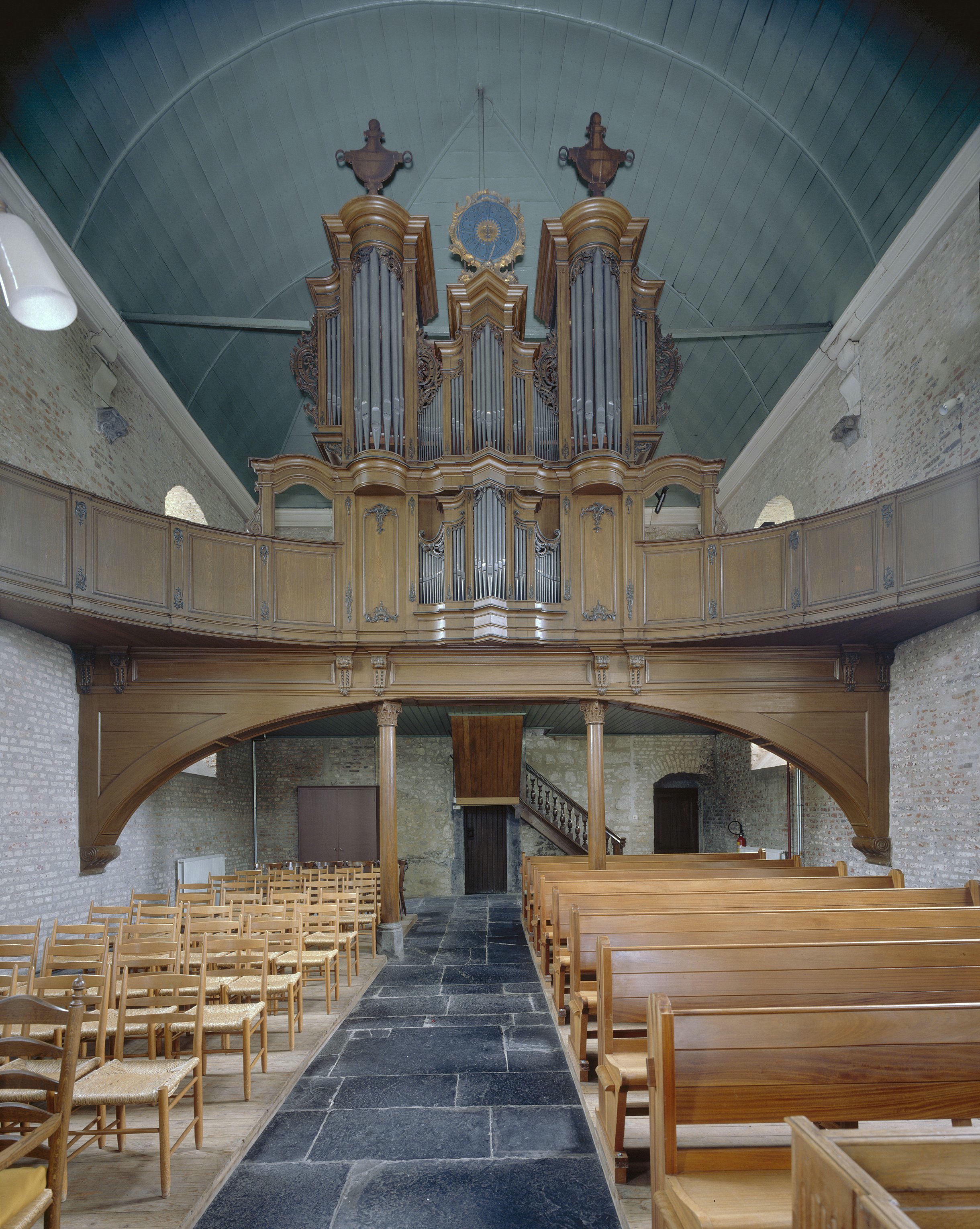
Zicht naar het orgel
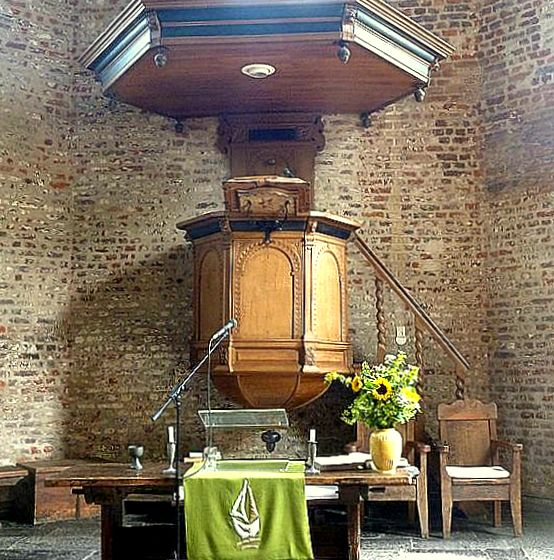
Preekstoel
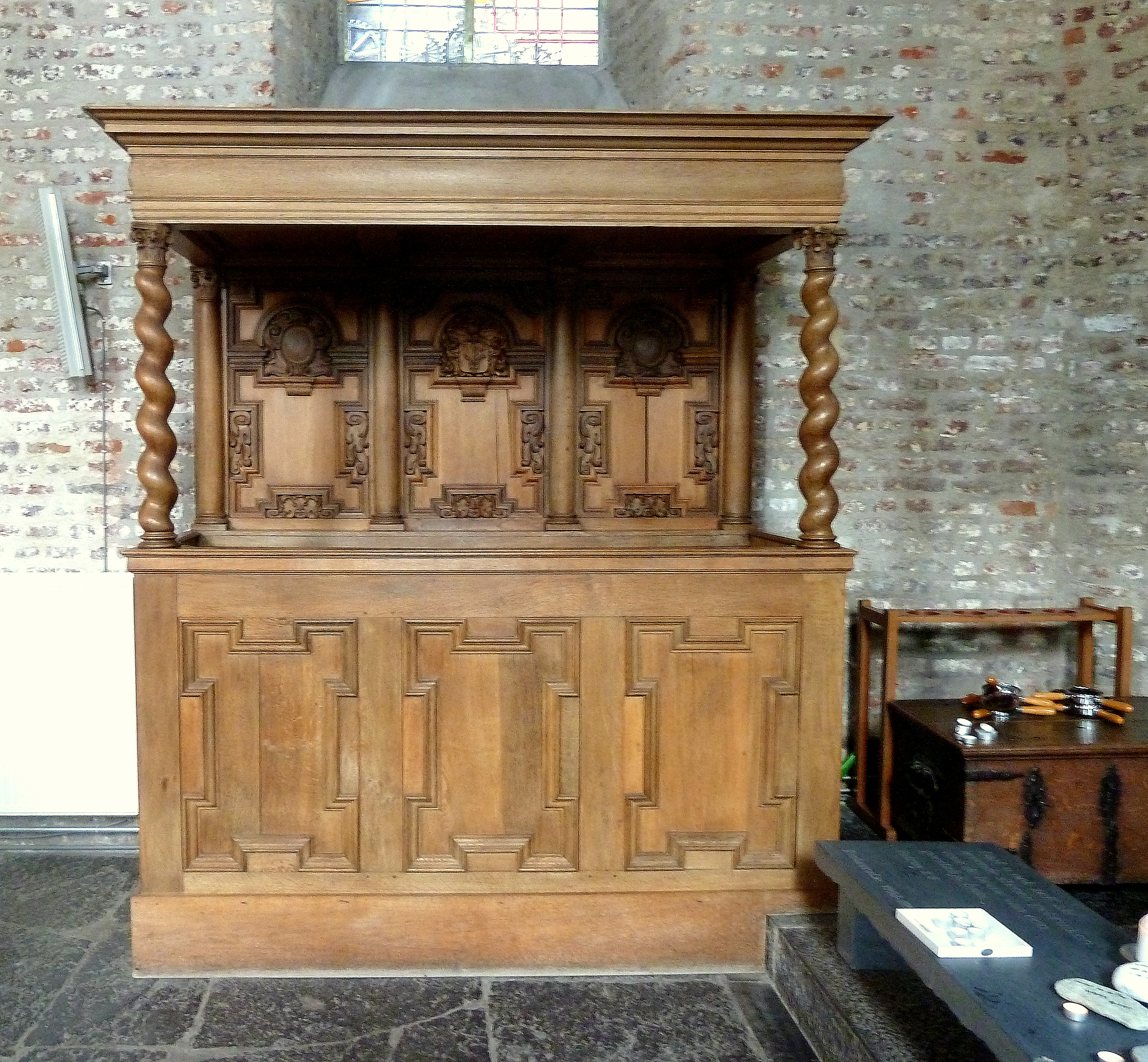
Herenbank
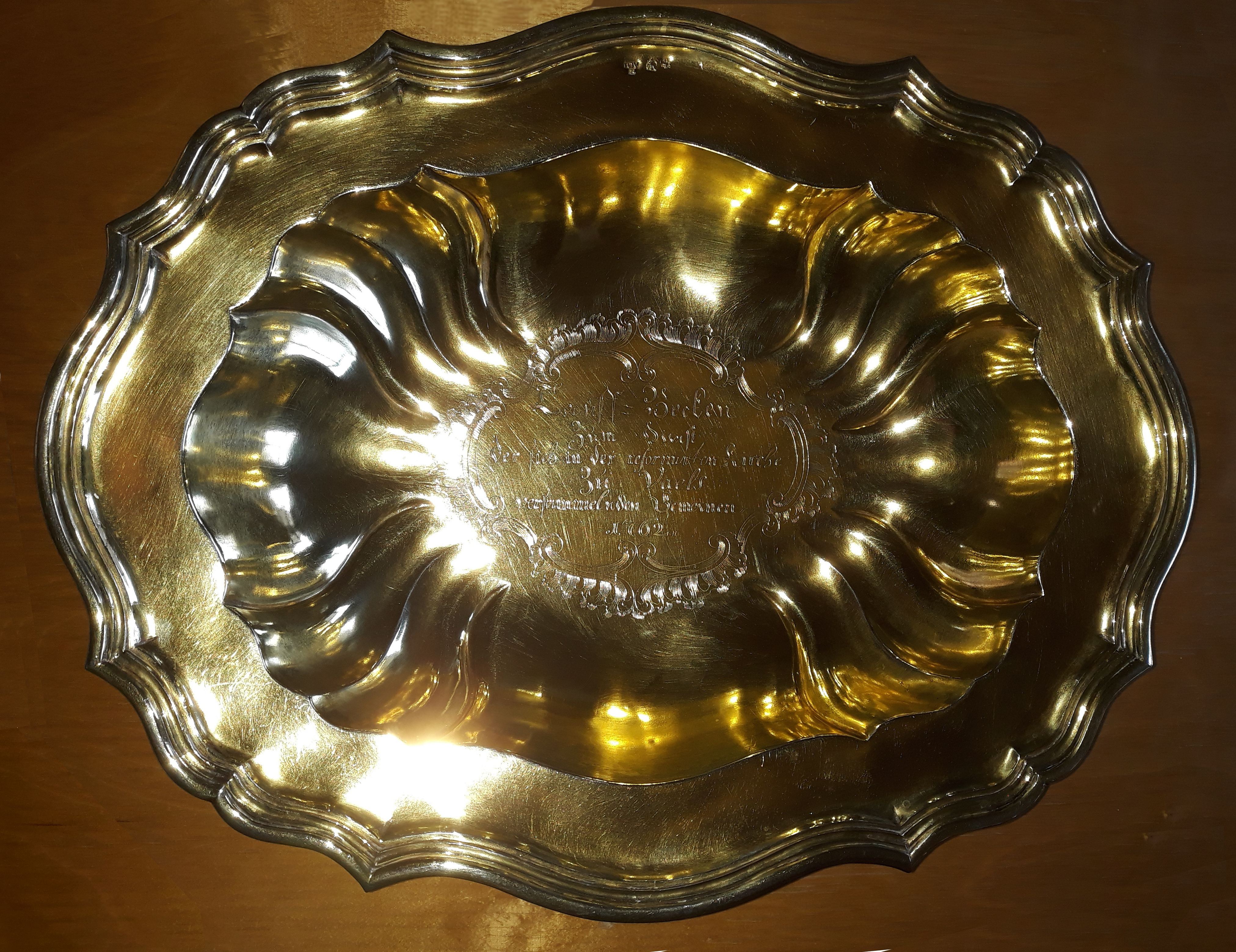
Doopschaal